# Dylan Watts
Dylan Billy Watts (Dublino, 11 aprile 1997) è un calciatore irlandese, centrocampista dello Shamrock Rovers.

## Carriera

### Club
Ha giocato nella massima serie irlandese.
In carriera ha giocato 2 partite nei turni preliminari di Champions League, 12 partite nei turni preliminari di Europa League e 4 partite nei turni preliminari di Conference League.

### Nazionale
Nel 2015 ha giocato 3 partite nella nazionale irlandese Under-19.

## Palmarès

### Club

#### Competizioni nazionali
- Campionato irlandese: 3

Shamrock Rovers: 2020, 2021, 2022
- Supercoppa d'Irlanda: 1

Shamrock Rovers: 2022